# Saint-Julia-de-Bec
Saint-Julia-de-Bec település Franciaországban, Aude megyében. Lakosainak száma 99 fő (2022. január 1.). Saint-Julia-de-Bec Belvianes-et-Cavirac, Granès, Puilaurens, Saint-Ferriol, Saint-Just-et-le-Bézu, Saint-Louis-et-Parahou és Quillan községekkel határos.

## Népesség
A település népessége az elmúlt években az alábbi módon változott:
| Lakosok száma | 129  | 101  | 97   | 117  | 101  | 106  | 104  | 104  | 104  | 99   |
|               | 1968 | 1982 | 1990 | 2006 | 2013 | 2015 | 2017 | 2019 | 2020 | 2022 |